# لغة تأشيرية

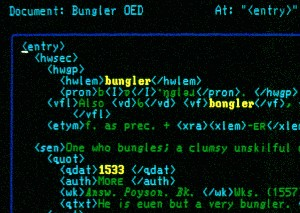
اكواد برمجية من أحد لغات التوصيف

اللغة التأشيرية (بالإنجليزية: Markup language)، وهي مجموعة من التلميحات على نص تحدد كيف يُنظّم أو يُصف أو يُنسّق، وهذه اللغات مستخدمة منذ عقود، وفي السنوات الأخيرة أصبحت تستخدم في أنظمة صف الحروف ومعالجة النصوص وتحرير صفحات الشبكة العالمية.
من أمثلة اللغات التأشيرية الشائعة في الحوسبة اليوم: لغة رقْم النص الفائق (HTML)، وهي أحد بروتوكولات الشبكة العالمية، وتتبع HTML بعض الأساليب المتعارف عليها في مجال النشر لتواصل العمل المطبوع بين المؤلف والمحرر والمطبعة.
اللغات التأشيرية الأكثر استخدامًا هي SGML وHTML وXML. يمكن تفسير رموز العلامات بواسطة جهاز (كمبيوتر، طابعة، متصفح، إلخ) للتحكم في الشكل الذي يجب أن يبدو عليه المستند عند طباعته أو عرضه على الشاشة، وبالتالي فإن المستند المرمز يحتوي على نوعين من النص: نص يتم عرضه ولغة ترميز تحدد طريقة عرض ذلك النص.